# Ryohei Suzuki
Ryohei Suzuki (鈴木 良平 Suzuki Ryōhei?), född 12 juni 1949, är en japansk tidigare fotbollsspelare och tränare.
Ryohei Suzuki var tränare för det japanska landslaget 1986–1989.